# Batugrotten
De grotten van Batu zijn een serie grotten, ongeveer 15 km ten noorden van Kuala Lumpur, in het district Gombak van Maleisië.
De grootste grot, de Tempel- of Kathedraalgrot, is 400 meter lang en 100 meter hoog en bereikbaar via een hoge trap met 272 treden. Onder aan de trap staat een groot beeld van de oorlogsgod Murugan. Het is een heilige plaats. In de grot wordt het jaarlijkse hindoeïstische Thaipusamfestival gevierd. In 2006 had het festival 1,5 miljoen deelnemers.
Er bevinden zich java-apen bij de grotten.